# Casa Ghiberti
Casa Ghiberti è un palazzo di Firenze, situato in piazza del Duomo 6, angolo via dei Servi 1r, 3r, 5r, 7r.

## Storia
Erano qui una casa della famiglia Tedaldi e un palazzo dei Locatelli (così Chiara Martelli, mentre Marcello Jacorossi in Palazzi 1972 e il repertorio di Bargellini e Guarnieri parlano di una proprietà dei Guidalotti di Balla), acquistati nel secondo decennio del Seicento dal senatore Ottavio Capponi e quindi, nel 1653, passati a Lorenzo di Felice Ghiberti.
A quest'ultimo si deve la trasformazione delle preesistenze (che dobbiamo immaginare rispondenti alle disposizioni del 1388) nell'attuale palazzo, ampliato grazie all'unione di un'altra casa su via dei Servi già in suo possesso. Dopo vari passaggi di proprietà, nel 1783, l'edificio passò ai Del Sera, che vi eseguirono ulteriori lavori.
Il palazzo appare nell'elenco redatto nel 1901 dalla Direzione Generale delle Antichità e Belle Arti, quale edificio monumentale da considerare patrimonio artistico nazionale.

## Descrizione

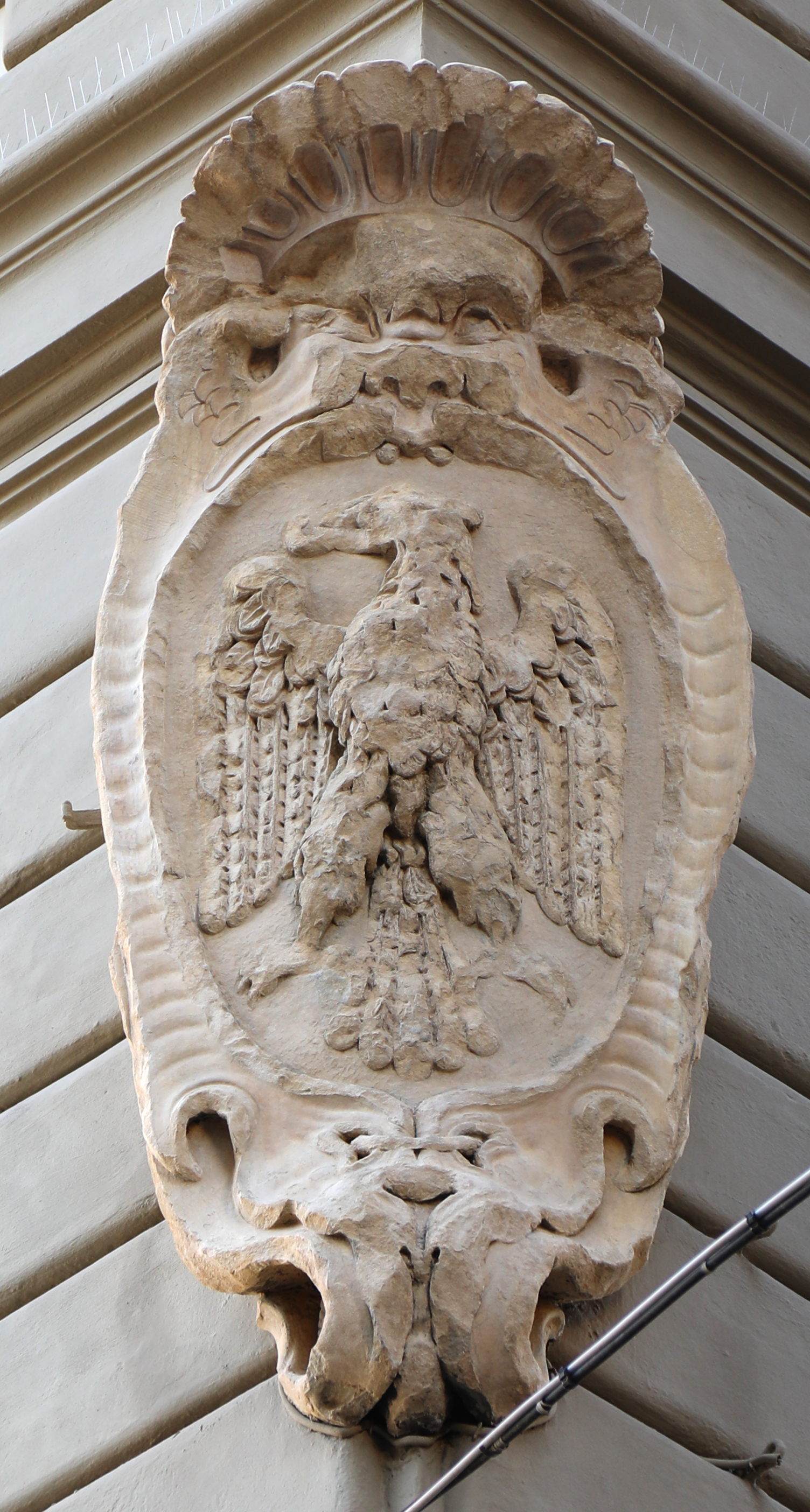
Stemma Ghiberti

Così Fantozzi (1842): "le finestre sono assai belle e ben proporzionate, ma la cornice che le corona è meschina e mal profilata". Walther Limburger indica la casa come del tardo rinascimento riconducendola alla maniera dell'Ammannati (e segnalando la parte inferiore più antica).
Attualmente la fabbrica presenta al terreno una successione di cinque arcate trecentesche a bugnato (una interrotta dalla cornice dell'attuale portone), mentre ai due piani superiori si allineano finestre trabeate, per cinque assi sulla piazza e quattro su via dei Servi. Il fronte che guarda alla piazza è fortemente angolato ai due terzi. Ulteriori piccole aperture segnano il sottotetto.
La cantonata è a bozze lisce alternate e qualificata da uno scudo con l'arme dei Ghiberti (d'argento, all'aquila dal volo abbassato d'azzurro). Da segnalare anche la bella gronda alla fiorentina, di particolare aggetto e ricchezza di intagli.